# 婚姻の秘跡
婚姻の秘跡（こんいんのひせき）とは、カトリック教会の結婚であり、七つの秘跡の一つである。結婚の秘跡とも呼ばれるようにもなり、カトリック教会のカテキズムの日本語版では「結婚の秘跡」と書かれている。（以下、ここでは「結婚の秘跡」と表記する）

## 概説
結婚の秘跡とは、一組の男女が互いに、生涯にわたる愛と忠実を約束し、相互に助け合いながら、子どもを出産し養育することを目的として、家庭共同体を築き発展させるための恵みを与えるものである。「結婚した人は、その一致の中で、結婚生活そのものと自己を聖化するように召されたといえます。それゆえ、家庭生活を無視して霊的活動を築こうとするのは大きな誤りに陥ることになります」。
カトリック信者同士の結婚は、ミサの中で行われ、この中で男女が教会の前で結婚の合意を交わすことによって、二人は互いに秘跡を授け合う。このため、教会法で結婚が「秘跡」と認められるのはカトリック信者同士の場合であり、カトリック信者がカトリックでないキリスト教徒と結婚する場合（混宗婚）やキリスト教徒以外の人と結婚する場合（異宗婚）は、秘跡には該当せず、結婚式はミサではない。また、カトリック信者である結婚当事者の信仰や、子どもの洗礼と信仰教育についての確認によって、教会法による許可（異宗婚の場合は障害の免除）を得ることが必要となる。
結婚は自然の現実であり、男と女というペルソナの存在に呼応するものである。その意味で、「神ご自身が婚姻の創設者である」と、教会は教える。「結婚への召し出しは創造主によって造られた男女の本性に刻みこまれている」（『カトリック教会のカテキズム』1603）。
カトリック教会の結婚では、祈りと聖書・教会の教えを学ぶなどの準備が必要とされる。このため、結婚前に教会で結婚講座を受けることが一般的に行われている。また、結婚する信者は、よく祈り、ミサに参加し、ゆるしの秘跡を受けることが勧められている。
また、カトリック教会では、有効に成立した結婚（混宗婚や異宗婚を含む）は解消されないとして離婚を認めておらず、結婚式において「神が結び合わせてくださったものを、人が離してはならない（マタイによる福音書19･6）」という聖書の言葉が、司式司祭によって宣言される。このため姦通や一夫多妻、出産の拒否、離婚は「結婚の秘跡に対する重大な罪」とされ、これに加えて、近親相姦や自由婚、婚前・結婚外の性交渉は「結婚の尊厳を傷つけるもの」として戒めている。
また人工的受胎については、否定的な見解を示しており、人工妊娠中絶は「殺人である」として、倫理的に認めていない。離婚は教会法で認められていないが、重大な理由により夫婦の同居が実際に不可能になった場合、別居を認めることはある。ただし配偶者の存命中は、教会権威者から結婚の解消（無効）を宣言されない限り、再婚の自由はなく、世俗の法令上離婚して再婚した場合は、教会法上の重婚状態となり、その罪のため聖体拝領を受けることができない。なお、結婚の絆は「生涯に渡る」とされているので、配偶者が死亡した場合は、結婚は解消され、その後の再婚は認められている。